# 5538 Luichewoo
5538 Luichewoo è un asteroide della fascia principale. Scoperto nel 1964, presenta un'orbita caratterizzata da un semiasse maggiore pari a 2,2892785 UA e da un'eccentricità di 0,1675888, inclinata di 5,22642° rispetto all'eclittica.